# Hondsrug

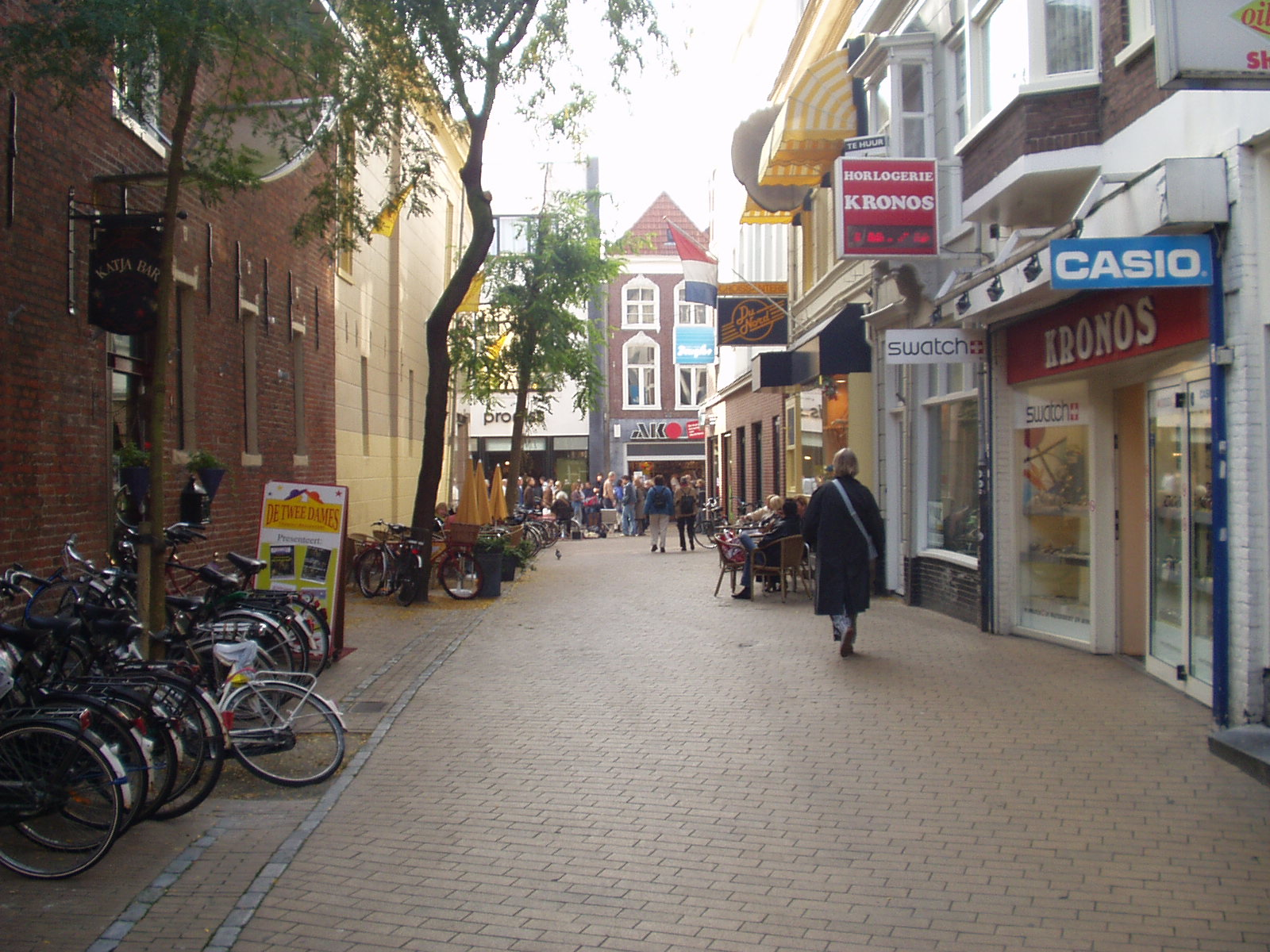
Le (Groningue), litt. "rue haute" située sur la colline la plus septentrionale du Hondsrug.

Le Hondsrug (en néerlandais littéralement dos de chien) est une suite de petites collines qui s'étirent de Groningue jusqu'à la ville d'Emmen.
Le Hondsrug a une longueur de 70 kilomètres et une altitude moyenne de 20 mètres. Ces hauteurs naturelles ont probablement été créées pendant une des dernières glaciations.